# Гомельський обласний драматичний театр
Гомельський обласний драматичний театр (біл. Гомельскі абласны драматычны тэатр, рос. Гомельский областной драматический театр) — обласний драматичний театр у місті Гомелі, головна театральна сцена області.

## Загальні дані
Театр розташований у спеціально зведеній 1956 року будівлі в самому середмісті Гомеля за адресою: пл. Леніна, 1, м. Гомель (Республіка Білорусь).
Архітектор A. Тарасенко надав будівлі театру класичних рис завдяки підкресленому шестиколонному портику, ліпленню і скульптурам фасаду.
Глядацька зала театру розрахована на 570 місць. Середня його заповнюваність на виставах становить 75%.
Директор театру — Валентина Петрівна Моїсеєнко.

## З історії театру
Гомельський обласний драматичний театр було створено 1939 року на основі акторського курсу народного артиста СРСР Леоніда Мироновича Леонідова. Відкрився театр виставою «Ревізор» М.В. Гоголя.
Перший акторський склад театру — Р. Ощепков, В. Глазунов, П. Чернов, Л. Бахтін, Б. Полосин, С. Остроумов, Л. Весніна, Г. Демидова тощо. Перші вистави — «Чайка» А.П. Чехова, «Васса Железнова» М. Горького, «Безприданиця» О.М. Островського. Режисура театру — Є. Соколов, М. Рехельс, М. Гердт.
На свої перші гастролі влітку 1940 року театр виїхав до Західної Білорусі.
Перед самою ІІ Світовою війною уряд БРСР ухвалив рішення про зведення в Гомелі функціональної театральної будівлі, що мала прийняти перших глядачів 1943 року.
Німецько-радянська війна застала творчий колектив театру на гастролях у Бобруйську. За ініціативою ЦК КП(б)Б у Гомелі створили першу воєнну фронтову бригаду. Артисти П. Чернов, Є. Полосин, Н. Перстін, П. Голишев, І. Кіреєв, С. Остроумов, З. Очарова стали бійцями «Фронтової бригади білоруських артистів».
1954 року на центральній площі Гомеля буле завершено будівництво нового приміщення місцевого драмтеатру. Нова трупа на чолі з Г. Кауманом заявила про себе виставою «Роки блукань» за п'єсою О.М. Арбузова.
У 1950—2000-і рр. на сцені Гомельського обласного драматичного театру працювали режисери: Н. Ульянов, Л. Ельстон, Ю. Оринянський, Є. Батурин, І. Попов, Л. Монакова, В. Крючков, В. Короткевич, Я. Натапов, С. Ковальчик, А. Бакиров; виступали і працювали народний артист СРСР Б. Бабочкін, заслужена артистка РСФСР Н. Алісова, Н. Цурбаков, А. Каменський, А. Каменська, Т. Скарута, народні артисти Республіки Білорусь Л. Корхова і Ю. Шефер, заслужені артисти Республіки Білорусь Ф. Іванов, В. Чепелєв, Ю. Фейгін тощо.
1999 року за вагомий внесок у розвиток культури Гомельському обласному драматичному театру присвоєно іменування «Заслужений колектив Республіки Білорусь».
У 2004—05 роки здійснено реконструкцію і переобладнання приміщення театру

## Репертуар і діяльність
У сучасному (кін. 2000-х рр.) репертуарі театру понад 30 вистав, серед яких переважає драматургічне прочитання сучасної вітчизняної і зарубіжної літератури, представлені також класична російська і світова драматургія та оперета, постановки за білоруською історичною літературою і фольклором. Вистави граються обома державними мовами країни — російською та білоруською.
На базі драмтеатру в Гомелі, починаючи від 1990 року, відбувається вже традиційний Міжнародний (цей статус одержано 2001 року) фестиваль «Слов'янські театральні зустрічі» (заснований з ініціативи колишнього директора театру Валентини Георгіївни Роговської).  Співзасновниками цього фестивалю були директори Чернігівського академічного українського музично-драматичного театру ім. Т.Г. Шевченка заслужений працівник культури України О.П. Латиш і Ордена Трудового Червоного Прапора Брянського театру драми імені О. К. Толстого Володимир Андрійович Макаров.
Географія гастролей творчого колективу — Мінськ, Гродно, Вітебськ, Могильов, Берестя (Білорусь), Чернігів (Україна), Брянськ, Орел, Москва, Смоленськ (Росія).

## Виноски
1. ↑  Архітэктура Беларусі: энцыклапедычны даведник, Мн., 1993 (біл.)
2. ↑  Культура [Архівовано 2008-06-25 у Wayback Machine.] на Сайт Гомельської області [Архівовано 2018-04-26 у Wayback Machine.] (рос.)
3. ↑  Дирекція[недоступне посилання] на Вебсторінка Гомельського обласного драматичного театру [Архівовано 2010-01-21 у Wayback Machine.] (рос.)
4. ↑  Інформація на www.arhitecture.ru [Архівовано 9 травня 2008 у Wayback Machine.](рос.)
5. ↑  Репертуар [Архівовано 27 січня 2010 у Wayback Machine.] на Вебсторінка Гомельського обласного драматичного театру [Архівовано 21 січня 2010 у Wayback Machine.]